# Feedback (EP)
Feedback es el título de un extended play por la banda canadiense de rock Rush. Fue publicado para celebrar el trigésimo aniversario del álbum debut de la banda y se trata de una colección de versiones libres de artistas clásicos del Blues y el Hard rock de finales de la década de 1960, que sirvieron de inspiración y de influencia para la banda en sus inicios.

## Inspiración
En numerosas ocasiones, los tres miembros de la banda han citado a artistas como The Yardbirds, Cream y The Who como sus principales influencias en los primeros años de existencia de la banda, antes de llegar a grabar por primera vez en estudio. En Feedback, Rush explora nuevamente algunas de las creaciones de estos artistas, versionándolos bajo la óptica madura que proporcionan más de 30 años de experiencia para así crear piezas de corte inédito. De esta manera, los músicos querían revivir el sentimiento y la inspiración que sentían cuando eran adolescentes y ya tocaban en bandas aficionadas, antes de formar parte de Rush. En palabras de Alex Lifeson: «...no seríamos justos con nosotros mismos si no rindiésemos tributo a quienes nos inspiraron para llegar tan lejos».
Posteriormente a la publicación de este EP, Rush sale de gira por varias ciudades de Norteamérica y Europa para promocionar, no sólo esta producción, sino además su trigésimo aniversario de vida artística; por esta razón, la gira es bautizada con el nombre de R30: 30th Anniversary Tour (en español: R30: Gira 30º Aniversario). En esta ocasión, no visitaron Latinoamérica, como sí habían hecho durante la gira anterior.

## Canciones
1. "Summertime Blues" (tema original de Jerry Capehart y Eddie Cochran, popularizado por The Who y luego versionado por Blue Cheer) (3:52)
2. "Heart Full of Soul" (tema original de Graham Gouldman y popularizado por The Yardbirds) (2:52)
3. "For What It's Worth" (tema original de Stephen Stills y popularizado por Buffalo Springfield) (3:30)
4. "The Seeker" (tema original de Pete Townshend y popularizado por The Who) (3:27)
5. "Mr. Soul" (tema original de Neil Young y popularizado por Buffalo Springfield) (3:51)
6. "Seven and Seven Is" (tema original de Arthur Lee y popularizado por Love) (2:53)
7. "Shapes of Things" (tema original de Paul Samwell-Smith, Keith Relf y Jim McCarty, popularizado por The Yardbirds) (3:16)
8. "Crossroads" (tema original de Robert Johnson y popularizado por Cream) (3:27)

## Créditos
- Geddy Lee: Voz y bajo eléctrico
- Alex Lifeson: Guitarra eléctrica y acústica
- Neil Peart: Batería y percusión

- Datos: Q1400908